# 추측 항법
추측항법(推測航法, dead reckoning, dead reckoning navigation)은 이미 결정된 고정 위치에 속도, 방위(항로) 및 경과시간 추정치를 통합해 이동하는 물체의 현재 위치를 추측하며 항해하는 방법이다. 생물학에서 동물이 위치 또는 방위 추정치를 업데이트하는 과정을 설명하는 용어는 경로통합이다. 보통 추측위치(dead reckconing position, DRP)라 함은 출발 위치에서 침로와 속력만 계산한 것을 말하며, 추정위치(estimated position, EP)는 추측위치에서 신뢰성을 높이기 위해 다양한 외력의 영향(이동 수단의 특성, 풍압차 등)을 감안하여 구한 위치를 말한다.
항해나 비행 노선, 속도로부터 추정할 수 있는 거리, 이미 알고 있는 출발점, 알고 있거나 추정된 편류 등의 기록에 의해 결정한다. 사실상 모든 항법장치는 이 추측항법(dead reckoning)을 이용하고 있다. 일부 항해사들은 추측항법위치와 추정위치를 . 여기에서 추측항법위치는 침로(針路)와 물을 통한 추정속도를 이용한 위치이고, 추정위치는 해류, 바람 등을 비롯한 그밖의 인자가 미치는 영향을 보정한 추측항법위치이다. 추측항법은 시간과 거리가 증가함에 따라 불확실해지므로 확실한 위치결정을 위해 천문항법을 이용하며, 그 지점부터 다시 추측항법을 이용한다. 추측항법으로 위치를 결정하기 위해서는 플로터(직선자에 부착된 각도기)나 계산표와 같은 장치를 이용하는데, 이 장치는 오늘날 소형운반체를 조종하는 사람들이 주로 이용하고 대형 항공기나 군함에서는 대부분 방향과 속도(풍속은 수동으로 입력할 수 있음)가 입력되는 1대 이상의 컴퓨터로 대치되었다.
네트워크 멀티플레이를 지원하는 컴퓨터 게임 개발에서, 추측 항법은 다른 호스트에서 원본 상태를 갖고 있는 캐릭터의 위치를 예측 후 보간하여, 네트워크 레이턴시로 인해 발생하는 부자연스러운 멀티플레이 체험을 개선하는 데 응용되고 있다.

## 같이 보기
- 경로 적분 공식화